# Nanga Parbat
Nanga Parbat (tudi Diamir) je deveta najvišja gora (8125 m) na Zemlji. Kot najbolj zahodni osemtisočak v Himalaji se nahaja na meji med Pakistanom in Indijo (35°14′ S 74°36′ V). Ljudje pogosto delajo napako, da Nanga Parbat priključujejo pod Karakorum, v resnici pa ga reka Ind ločuje od velikanov Karakoruma in ga pripenja verigi velike Himalaje. Gora je najbolj zahodni osemtisočak na svetu. 
Nanga Parbat pomeni »Gola gora«, nanga namreč pomeni »goloto« tako v hindijskem kot v jeziku Urdu. Parbat je edina hindijska beseda za goro. Šerpe, lokalni prebivalci Himalaje, jo imenujejo »Hudičeva gora« ali »Gora ubijalka«. Noben drug gorski vrh še ni tako pogosto zahteval človeških žrtev. Leta 1970 se je nanj povzpel Reinhold Messner s svojim bratom Güntherjem, ki pa je ob sestopu umrl.
Na goro se je prvi povzpel Avstrijec Hermann Buhl, 3. julija 1953, kot edini plezalec iz nemško-avstrijske odprave, pred njim pa je umrlo že 31 ljudi, ki so jo poskušali osvojiti. Buhl je v zgodovini alpinizma prvi človek, ki mu je uspel solo vzpon na osemtisočaka. 
Prvi slovenski vzpon na goro se je posrečil leta 1990. Na vrhu sta bila Marija Frantar in Jože Rozman. Leta 2005 je njeno Rupalsko steno, najvišjo na planetu, že drugič neuspešno naskakoval Tomaž Humar. Uspešen vzpon sta po drugem poskusu Humarja mesec kasneje uspešno opravila Steve House in Vince Anderson. Postala sta prva na svetu, ki sta preplezala južno steno v njenem najbolj centralnem delu.